# Дикс, Уолтер
Уолтер Дикс (англ. Walter Dix, 31 января 1986) — американский спринтер, специализирующейся на дистанциях 100 метров и 200 метров.
Дикс провел весьма успешную любительскую карьеру. При этом установил рекорд штата на 100 м и пытался попасть в юниорскую сборную США. Он поступил в университет штата Флорида и уже на первом курсе побил юниорский рекорд на 100 м, а также выиграл чемпионат NCAA на открытом воздухе. После 4-го места на чемпионате США Дикс продолжил успешно выступать за его колледж, установив рекорд NCAA на 200м — 19.69с и не добрал одной сотой до рекорда на 100 м. Дикс закончил любительськую карьеру в 2008 году после того, как выиграл серебряную и золотую медаль на 100 и 200 м соответственно.
В июне 2008 года Дикс подписал контракт с Nike. Дебют на олимпиаде оказался для спортсмена успешным, подтвердилось это двумя бронзовыми медалями, таким образом он стал единственным американским спортсменом сумевшим выиграть две медали в соревнованиях по легкой атлетике на Олимпийских Играх в Пекине.